# Bartsia tricolor
Bartsia tricolor är en snyltrotsväxtart som beskrevs av U. Molau. Bartsia tricolor ingår i släktet svarthösläktet, och familjen snyltrotsväxter. Inga underarter finns listade i Catalogue of Life.